# プロジェクトチーム
プロジェクトチーム（英: project team）は、経営学用語の一つ。ある組織において新規事業を始めたり新製品の開発を行う場合に、一定の目的の実現のために組織される集団のこと。「共通の目標に向かって協力し、組織の特定の結果に対する責任を共有する、相互に依存する個人の集まり」などと定義される。

## 概要
プロジェクトチームの要件は「チーム内外の人々によってそのように識別される」ことである。プロジェクトの初期段階では、チームがチームとして認識されず組織内で混乱が生じることがある。
一般的にプロジェクトチームは、複数の部門の関与を必要とするため、機能横断型チームとして分類される。組織内の各部署から適任であると思われる人材を抜擢してチームメンバーとし、多くの場合、プロジェクトマネージャーまたは組織の上級メンバーの指示の下で作業する。
最高のパフォーマンスを発揮するには、スキル、能力、性格タイプを適切に組み合わせる必要があるとされる。マネジメントの仕事は、メンバーが自分らしくプロジェクトに関与できるような快適な雰囲気を醸成することで、チームメンバーは、建設的なフィードバックを提供し、互いの独自の強みを認識し、評価し、活用することが求められる。
目的が達成されたならばそのプロジェクトチームは解散し、チームメンバーは元の部署に戻る。現代のビジネスの環境は入れ代わりが激しくなってきており、中長期の観点では対応できない事柄が増加してきているため、企業は変化の激しい分野での目標を達成させるプロジェクトチームを多く活用するようになっている。